# Кузятово
Кузя́тово — село в Ардатовском районе Нижегородской области России. Входит в состав Стёксовского сельсовета.

## Этимология
Предположительно название села произошло от языческого мордовского имени Кузят или Кузоват, которое в свою очередь вероятно происходит от слова куз — «ель».

## Географическое положение
Село Кузятово находится на юго-западе Нижегородской области России в 2 км к югу от автомобильной дороги Ардатов — Арзамас, на правом берегу ручья Помзель. Административный центр муниципального округа Ардатов находится в 12 км к западу от Кузятова. Село соединено просёлочными дорогами на северо-востоке с посёлком Порвинкой (расстояние 2,5 км), на юго-востоке — с селом Хохлово (6 км) и деревней Малиновкой (5 км), на западе — с деревней Щёточное (4 км). В центре села имеется озеро, ещё одно к юго-востоку от него. Село окружено лиственными лесами, расположенными в 1—2 км от его околицы. Высота над уровнем моря около 163 метров.
Село Кузятово, как и вся Нижегородская область, находится в часовой зоне МСК (московское время). Смещение применяемого времени относительно UTC составляет +3:00.

## Административная принадлежность
Село Кузятово входит в состав Стёксовского сельсовета Ардатовского муниципального округа Нижегородской области Российской Федерации.

## Климат
Село находится в зоне умеренно-континентального климата, который характеризуется холодной продолжительной зимой и тёплым, но достаточно коротким летом. За год выпадает в среднем 450—550 мм осадков, из них 68 % — в виде дождя и 32 % — в виде снега. Среднегодовая относительная влажность воздуха — 76 %. Снежный покров достигает 50 см, а в особо снежные зимы может достигать одного метра и более.
Весна приходит резко, обычно к середине апреля, при этом вплоть до середины мая нередки заморозки. Лето сравнительно короткое и достаточно жаркое — в отдельные годы температура может достигать 36 °C. Шапка лета приходится на июль. В конце весны и лета нередки грозы — их может случаться до 20 за год, почти каждый год выпадает град. Осень приходит в сентябре и стоит до начала ноября, но уже в сентябре нередки заморозки. Зима наступает в начале ноября и продолжается до середины марта. Обычно первый снег выпадает в октябре и держится в течение пяти месяцев, сходит к 10—15 апреля. Почва промерзает на глубину 70—90 см.
Вегетационный период составляет 189 дней, продолжительность безморозного периода — 137 дней.

## Население
| Численность населения | Численность населения | Численность населения | Численность населения | Численность населения | Численность населения | Численность населения | Численность населения | Численность населения | Численность населения | Численность населения |
| 1784                  | 1859                  | 1897                  | 1912                  | 1916                  | 1978                  | 1992                  | 1999                  | 2002                  | 2010                  | 2021                  |
| --------------------- | --------------------- | --------------------- | --------------------- | --------------------- | --------------------- | --------------------- | --------------------- | --------------------- | --------------------- | --------------------- |
| 541                   | ↗602                  | ↘590                  | ↗891                  | ↗906                  | ↘343                  | ↗445                  | ↘357                  | ↘347                  | ↘319                  | ↘231                  |

## Инфраструктура
В селе четыре улицы: Восточная, Комсомольская, Ленина и Новая.